# Алава, Игнасио Мариа де
Игнасио Мариа де Алава Саэнс де Наваррете (исп. Ignacio María de Álava y Sáenz de Navarrete; 24 октября 1750, Витория-Гастейс, Алава, Испанская империя — 26 июня 1817, Чиклана-де-ла-Фронтера, Кадис, Испанская империя) — испанский военный деятель, офицер, адмирал испанского флота, участвовавший в Пиренейских войнах, а также в Трафальгарской битве 1805 года.

## Биография
Алава родился 24 октября 1750 года в Витории, на севере Испании. Обучался в Королевском семинарии Вергары.
Игнасио присоединился к испанскому флоту в 1766 году, будучи 16-летним гардемарином. Сначала Игнасио сражался с пиратами на североафриканском побережье, с которыми испанская власть сражалась уже довольно долгое время.
В 1781 году Алава командовал корветом San Luis, который получил в 1778 году, во время испанской осады Гибралтара в течение Американской войны за независимость. В 1782 году он также участвовал в Бою у мыса Спартель. Вскоре после этого он был назначен капитаном и получил фрегат Sabina.
С 1787 по 1790 служил капитаном на флоту под предводительством Хуана де Лангара. В 1790 году, командуя San Francisco de Paula, освободил город Оран от алжирских пиратов. В 1792 году он был повышен до коммодора. В 1793—1794 принимал участие в кампаниях в Лионском заливе во время Французских революционных войн. В 1795 году он был повышен до шефа эскадры, участвовал в нескольких миссиях, связанных с испанскими колониями, например реорганизуя флот на Филиппинах.
15 февраля 1805 года Алава был назначен вторым командующим испанским флотом в Кадисе под предводительством Федерико Гравина. Когда Гравина присоединился к Французскому Средиземному флоту Вильнёва, Алава был назначен командиром кораблей Кадиса. 20 августа 1805 года Гравина и Вильнёв вернулись, а  Кадис в это время был блокирован британским флотом вице-адмирала Горацио Нельсона. 19 октября объединённый испанско-французский флот покинул  Кадис вместе с Игнасио, командовавшим линкором Santa Ana. 21 октября завязалась битва между флотом Испании и Франции и флотом Британии.
Алава был ранен в бою. Святая Анна была захвачена британцами, однако позже, благодаря Жульену Космао и Энрике Макдонелю, корабль был возвращён в Кадис.
После того, как Гравина умер от ран, полученных в бою, Игнасио стал командиром оставшихся в  Кадисе кораблей. В мае 1808 года он дезертировал в Севилью, где сформировалась хунта, оппозиционная французской власти. Когда Кадис был взят испанцами, Алава вернулся и продолжил быть командиром флота.
В 1810 году Игнасио начал командовать эскадрой, которая базировалась в Гаване. В 1813 году он стал губернатором Кадиса. В 1814 году он стал членом Высшего совета испанского адмиралтейства, а в феврале 1817 года он стал адмиралом испанского флота. Он умер через три месяца после этого, 26 мая 1817 года.